# Rudnik (Włoszczowa)
Pour les articles homonymes, voir Rudnik.
Rudnik est une localité polonaise de la gmina de Krasocin, située dans le powiat de Włoszczowa en voïvodie de Sainte-Croix.